# Tình khúc vượt thời gian
Tình khúc vượt thời gian là chương trình ca nhạc giới thiệu những ca khúc nổi bật, vang bóng một thời, được nhiều thế hệ khán giả yêu mến. Chương trình xuất phát từ mong muốn tái hiện và lưu giữ nét đẹp của âm nhạc Việt Nam; phục vụ đối tượng khán giả yêu nghệ thuật, có gu thưởng thức âm nhạc cao đang thiếu những sân chơi phù hợp, đồng thời cũng mong muốn góp phần định hướng thẩm mỹ âm nhạc của nhóm khán giả trẻ tìm về với nghệ thuật đúng nghĩa.

## Những chương trình đã thực hiện
Năm 2014
| Ngày diễn   | Địa điểm          | Chủ đề                                   |
| ----------- | ----------------- | ---------------------------------------- |
| 25 tháng 1  | Nhà hát Hòa Bình  | Tình xuân                                |
| 22 tháng 2  | Nhà hát Hòa Bình  | Xuân trên quê hương                      |
| 22 tháng 3  | Nhà hát Hòa Bình  | Giai thoại Những bóng hồng trong âm nhạc |
| 26 tháng 4  | Nhà hát Hòa Bình  | Tình khúc bất hủ                         |
| 24 tháng 5  | Sân khấu Lan Anh  | Đêm tình ca Anh Bằng - Ngô Thụy Miên     |
| 28 tháng 6  | Nhà hát Hòa Bình  | Thanh Sơn - Nỗi buồn hoa phượng          |
| 26 tháng 7  | Nhà hát Hòa Bình  | Mẹ                                       |
| 23 tháng 8  | Nhà hát Hòa Bình  | Nhạc Việt thập niên 70                   |
| 27 tháng 9  | Nhà hát Bến Thành | Tiếng thu                                |
| 25 tháng 10 | Nhà hát Hòa Bình  | Những câu chuyện tình                    |

Năm 2013
| Ngày diễn   | Địa điểm                | Chủ đề                                             |
| ----------- | ----------------------- | -------------------------------------------------- |
| 26 tháng 1  | Nhà hát Bến Thành       | Nàng xuân                                          |
| 23 tháng 2  | Nhà hát Bến Thành       | Xuân hạnh phúc: Chuyên đề những tuyệt phẩm Văn Cao |
| 23 tháng 3  | Nhà hát Bến Thành       | Tuyệt phẩm Hoàng Thi Thơ & Những bản tình ca       |
| 27 tháng 4  | Nhà hát Bến Thành       | Tình khúc bất hủ                                   |
| 25 tháng 5  | Nhà hát Bến Thành       | Tình khúc tháng 5 - Tình khúc Lam Phương           |
| 22 tháng 6  | Nhà hát Bến Thành       | Đêm nhạc tình ca                                   |
| 27 tháng 7  | Sân vận động Quân khu 7 | Chương trình cách mạng                             |
| 24 tháng 8  | Nhà hát Bến Thành       | Nguyễn Ánh 9 - Tình khúc chiều mưa                 |
| 28 tháng 9  | Nhà hát Bến Thành       | Tình thu                                           |
| 26 tháng 10 | Nhà hát Bến Thành       | Những câu chuyện tình                              |
| 23 tháng 11 | Nhà hát Bến Thành       | Boléro                                             |
| 28 tháng 12 | Nhà hát Bến Thành       | Sương lạnh chiều đông                              |

Năm 2012
| Ngày diễn   | Địa điểm          | Chủ đề                |
| ----------- | ----------------- | --------------------- |
| 25 tháng 2  | Nhà hát Bến Thành | Xuân ca               |
| 24 tháng 3  | Nhà hát Bến Thành | Tình ca cho em        |
| 25 tháng 8  | Nhà hát Bến Thành | Chiều hạ vàng         |
| 22 tháng 9  | Nhà hát Bến Thành | Nguyệt khúc           |
| 27 tháng 10 | Nhà hát Bến Thành | Hương thu             |
| 24 tháng 11 | Nhà hát Bến Thành | Những câu chuyện tình |
| 22 tháng 12 | Nhà hát Bến Thành | Tình ca mùa đông      |

Năm 2011
| Ngày diễn   | Địa điểm          | Chủ đề                   |
| ----------- | ----------------- | ------------------------ |
| 24 tháng 9  | Nhà hát Bến Thành | Tình khúc vượt thời gian |
| 23 tháng 10 | Nhà hát Bến Thành | Khung trời kỷ niệm       |
| 24 tháng 12 | Nhà hát Bến Thành | Đêm đông                 |